# Memòria a mitjà termini
La memòria a mitjà termini (MMT) o memòria a termini intermedi, és una etapa de la memòria diferent de la memòria sensorial, la memòria de treball / memòria a curt termini i la memòria a llarg termini. Mentre que la memòria sensorial persisteix durant uns quants mil·lisegons, la memòria de treball persisteix fins a trenta segons i la memòria a llarg termini persisteix des de trenta minuts fins al final de la vida d'un individu, la memòria a mitjà termini persisteix durant unes dues o tres hores. Aquest solapament en la durada d'aquests processos de memòria indica que es produeixen simultàniament, en lloc de seqüencial. De fet, la facilitació a mitjà termini es pot produir en absència de facilitació a llarg termini. Tanmateix, els límits entre aquestes formes de memòria no són clars i poden variar segons la tasca. Es creu que la memòria a mitjà termini està recolzada per l'escorça parahipocampal.
El 1993, Rosenzweig i els seus col·legues van demostrar que, en els pollets condicionats amb un estímul aversiu, el percentatge d'evitació de l'estímul (i, per implicació, la memòria de la naturalesa aversiva de l'estímul) arribava a mínims relatius a un minut, quinze minuts i seixanta minuts. Es va teoritzar que aquestes baixades corresponien als punts de temps en què els pollets van passar de la memòria de treball a la memòria a mitjà termini, de la memòria a mitjà termini a la fase inicial de la memòria a llarg termini i de la fase inicial de la memòria a llarg termini a la memòria a llarg termini. la fase tardana de la memòria a llarg termini, respectivament, demostrant així la presència d'una forma de memòria que existeix entre la memòria de treball i la memòria a llarg termini, a la qual van denominar "memòria a mitjà termini".
Tot i que la idea de la memòria a mitjà termini existeix des de la dècada de 1990, Sutton et altri. va introduir una nova teoria per als correlats neuronals subjacents a la memòria a mitjà termini a Aplysia el 2001, on la van descriure com la manifestació conductual primària de la facilitació a mitjà termini.

## Característiques
L'any 2001, Sutton i els seus col·legues van proposar que la memòria a mitjà termini posseís les 3 característiques següents:
- La seva inducció requereix traducció, però no transcripció[10][11]
- La seva expressió requereix l'activació persistent de la proteïna cinasa A[10] i la proteïna cinasa C[12]
- Disminueix completament abans de l'aparició de la memòria a llarg termini[10]

## Mecanisme

### Inducció
Com que la memòria a mitjà termini intermedi no implica transcripció, probablement implica la traducció de transcripcions d'ARNm ja presents a les neurones.

## Comparació amb la memòria a curt termini/de treball
A diferència de la memòria a curt termini i la memòria de treball, la memòria a mig termini requereix que es produeixin canvis en la traducció per funcionar.

## Comparació amb la memòria a llarg termini
Mentre que l'ITM només requereix canvis en la traducció, la inducció de la memòria a llarg termini també requereix canvis en la transcripció. Es creu que el canvi de memòria a curt termini a memòria a llarg termini depèn de CREB, que regula la transcripció, però com que ITM no implica un canvi en la transcripció, es creu que és independent de l'activitat de CREB. Segons la definició d'ITM proposada per Sutton et altri. l'any 2001, desapareix completament abans que s'indueixi la memòria a llarg termini.